# Jadwiga Jarmuł
Jadwiga Jarmuł-Mroczek (ur. 10 kwietnia 1948, zm. 5 maja 2010 w Lublinie) – polska aktorka teatralna.
Po ukończeniu Państwowej Wyższej Szkoły Teatralnej w Warszawie w 1972 rozpoczęła pracę w Teatrze im. Juliusza Osterwy. W 1976 na dwa sezony przeniosła się do Teatru im. Stefana Żeromskiego w Kielcach, a następnie powróciła do lubelskiego teatru gdzie grała stale do 1998.
Grała bardzo różne postacie, w ocenie krytyków świetnie odnajdywała się w każdej roli. W jej dorobku artystycznym istniało kilkadziesiąt ról, ale widownia szczególnie ceniła grę Jadwigi Jarmuł-Mroczek w komediach. Podczas Międzynarodowego Festiwalu Teatralnego „Biała wieża”, który się odbył w 1999 w Brześciu aktorka grała Starą w „Krzesłach” Eugène Ionesco, za co otrzymała nagrodę za najlepszą rolę żeńską.
W 2006 czytelnicy Kuriera Lubelskiego podczas plebiscytu „Lublinianka roku” zaliczyli aktorkę do złotej dziesiątki, w ten sposób doceniono jej grę w „Opowieści o zwyczajnym szaleństwie” Petra Zelenki, gdzie grała Matkę. W tym samym roku otrzymała Nagrodę Kulturalną Województwa Lubelskiego.
Jadwiga Jarmuł-Mroczek spoczywa na cmentarzu przy ulicy Lipowej w Lublinie.